# Yuranigh
Yuranigh (* 19. Jahrhundert bei Molong, New South Wales, Australien; † April 1850 bei Malong) war ein Aborigine aus dem Gebiet von Molong. Er war ein indigener Tracker (deutsch: Fährtensucher) und Entdeckungsreisender.

## Leben
Yuranigh war als Fährtensucher an der Expedition von Thomas Livingstone Mitchell ab Dezember 1845 ins zentrale Queensland maßgeblich beteiligt. Er war mit der Suche nach Wasser, Nahrung und Wegen durch den Busch befasst, ferner sollte er friedliche Kontakte mit den lokalen Aborigines vermitteln.
Mitchell lobte Yuaranigh in seinen Tagebüchern überaus wegen seiner Menschenkenntnis, Verhaltensweisen und seines Charakters.
Nach der Beendigung der Expedition gingen Yuranigh, und die zwei weiteren an der Expeditionsreise beteiligten Aborigines, Dicky und Boree, gemeinsam mit Mitchel nach Sydney. Dort genoss er die Anerkennung des Gouverneurs, der ihm und den zwei anderen Aborigines ein kleines Salär gewährte, das ihnen ein Leben in der weißen Gesellschaft ermöglichen sollte.
Allerdings verließ Yuranigh bald Sydney in eine im Norden liegende Viehstation, wo er als Viehtreiber arbeitete. Später ging er wieder zu seinem Aborigines-Stamm zurück.

## Grabstelle
Die Regierung ließ für ihn einen Grabstein und eine Einzäunung errichten, Mitchell ließ den Grabstein auf seine Kosten beschriften. Im Jahr 1900 renovierte die Regierung den Grabstein als Molong-Marmor und ließ die Grabstelle wieder umzäunen. Der Stein trägt die Inschrift: 
To Native Courage Honesty and Fidelity. Yuranigh who accompanied the expedition of discovery into tropical Australia in 1846 lies buried here according to the rites of his countrymen and this spot was dedicated and enclosed by the Governor General's authority in 1852.

## Nachleben
Eine Lagune, ein Landstrich in Queensland und Bach bei Molong tragen den Namen von Yuranigh.